# Lyrognathus giannisposatoi
Lyrognathus giannisposatoi ist eine Vogelspinnenart aus Indonesien. Die beschriebenen Exemplare wurden im April 2012 in Mesuji, der Provinz Lampung in Sumatra entdeckt. Es handelt sich um eine schwarze Vogelspinnenart aus der Unterfamilie Selenocosmiinae.

## Merkmale
Die Vogelspinnen haben eine schwarze Grundfärbung. Die Weibchen erreichen eine Länge von 4,5 Zentimetern. Der Carapax und die vorderen beiden Laufbeinpaare sind bis auf die Femora dunkelbraun gefärbt. Von den Tarsen bis zur Patella wird das Braun dunkler. Das Opisthosoma und die hinteren beiden Laufbeinpaare sind dagegen schwarz gefärbt. Die Femora der Beine und der Taster sind schwarz gefärbt. Die Unterseite der Beine und des Opisthosomas haben die gleiche Färbung wie auf der Oberseite. Das Sternum ist schwarz. Die Männchen sind ein wenig kleiner als die Weibchen. Bei den Männchen ist der Carapax und die Beine bis auf die Femora dunkelgrau gefärbt. Die Femora und das Opisthosoma sind wie bei den Weibchen schwarz gefärbt. Alle Beinglieder haben feine weiße Querstreifen bei den Übergängen zum nächsten Beinglied. Diese finden sich beim unteren, in Richtung der Tarsen gelegenen Ende des einzelnen Gliedes.
Die Art ähnelt sehr der verwandten Art Lyrognathus lessunda. Sie ist aber größer und robuster gebaut. Das vierte Laufbeinpaar ist länger als das erste Laufbeinpaar. Bei den Männchen ist das vierte Laufbeinpaar auch dicker als das erste.

## Namensherkunft
Lyrognathus giannisposatoi wurde zu Ehren des Zürcher Vogelspinnenhalters Gianni Sposato benannt, der die Forscher über acht Jahre lang mit Spinnen aus der Unterfamilie Selenocosmiiae versorgt hat und die Autoren in ihrer Forschungstätigkeit mit Informationen und Daten über diese Unterfamilie unterstützt hat.